# Hexatoma pusilloides
Hexatoma pusilloides är en tvåvingeart som beskrevs av Alexander 1955. Hexatoma pusilloides ingår i släktet Hexatoma och familjen småharkrankar.
Artens utbredningsområde är Madagaskar. Inga underarter finns listade i Catalogue of Life.